# Campionat d'Ucraïna de ciclisme en contrarellotge
El Campionat d'Ucraïna de ciclisme en contrarellotge és una competició ciclista que serveix per a determinar el Campió d'Ucraïna de ciclisme de la modalitat de contrarellotge individual.
La primera edició es disputà el 1997. El títol s'atorga al vencedor d'una única carrera. El vencedor obté el dret a portar un mallot amb els colors de la bandera ucraïnesa en les proves de contrarellotge, fins al Campionat de l'any següent.

## Palmarès masculí
| Any  | Primer              | Segon               | Tercer             |
| 1997 | Serguei Avdyeyev    | Ruslan Pidgorni     | Volodímir Hústov   |
| 1998 | Serhí Hontxar       | Iuri Krivtsov       | Serguei Avdyeyev   |
| 1999 | Serhíi Matvèiev     | Stanislav Nefedov   | Andrei Yatsenko    |
| 2000 | Serhí Hontxar       | Oleksandr Klimenko  | Olexander Dykiy    |
| 2001 | Serhí Hontxar       | Oleksandr Klimenko  | Iuri Krivtsov      |
| 2002 | Serhí Hontxar       | Bohdan Bòndarev     | Serhíi Matvèiev    |
| 2003 | Serhíi Matvèiev     | Serhí Hontxar       | Iuri Krivtsov      |
| 2004 | Iuri Krivtsov       | Serhíi Matvèiev     | Serhí Hontxar      |
| 2005 | Andrí Hrivko        | Serhíi Matvèiev     | Volodímir Bileka   |
| 2006 | Andrí Hrivko        | Iuri Krivtsov       | Volodímir Bileka   |
| 2007 | Volodímir Diúdia    | Serhíi Matvèiev     | Dmitrò Hrabovski   |
| 2008 | Andrí Hrivko        | Serhíi Matvèiev     | Denys Kostyuk      |
| 2009 | Andrí Hrivko        | Dmitrò Hrabovski    | Oleksandr Kvachuk  |
| 2010 | Vitali Popkov       | Iuri Krivtsov       | Andriy Vasylyuk    |
| 2011 | Oleksandr Kvachuk   | Oleg Chuzhda        | Volodímir Bileka   |
| 2012 | Andrí Hrivko        | Mykhailo Kononenko  | Sergiy Lagkuti     |
| 2013 | Andriy Vasylyuk     | Andrí Hrivko        | Mykhailo Kononenko |
| 2014 | Andriy Vasylyuk     | Mykhailo Kononenko  | Volodymyr Kogut    |
| 2015 | Sergiy Lagkuti      | Andriy Khripta      | Andriy Vasylyuk    |
| 2016 | Andriy Vasylyuk     | Andriy Khripta      | Oleksandr Prevar   |
| 2017 | Oleksandr Polivoda  | Andriy Vasylyuk     | Oleksandr Prevar   |
| 2018 | Andrí Hrivko        | Mykhailo Kononenko  | Oleksandr Golovash |
| 2019 | Mark Padun          | Andriy Vasyluk      | Oleksandr Golovash |
| 2020 | Mykhailo Kononenko  | Oleksandr Golovash  | Andriy Vasylyuk    |
| 2021 | Mykhaylo Kononenko  | Oleksandr Golovash  | Vitaliy Gryniv     |
| 2023 | Vitalii Novakowskyi | Vladyslav Shcherban | Vitaliy Gryniv     |
| 2024 | Vitaliy Gryniv      | Daniil Yakovlev     | Yaroslav Kozakov   |
| 2025 | Anatoliy Budyak     | Semen Simon         | Vitaliy Hryniv     |

### Palmarès sub-23
| Any  | Primer                | Segon                | Tercer               |
| 2006 | Oleksandr Surutkovych | Dmytro Grabovskyy    | Maxim Polischuk      |
| 2009 | Mykhailo Kononenko    | Oleksandr Grygorenko | Nikolay Onysechko    |
| 2011 | Oleksandr Golovash    | Maksym Vasyliev      | Artem Topchanyuk     |
| 2012 | Oleksandr Golovash    | Oleksandr Lobov      | Andrii Orlov         |
| 2013 | Oleksandr Golovash    | Marlen Zmorka        | Sergiy Shymilov      |
| 2014 | Volodymyr Fredyuk     | Vitaliy Gryniv       | Marlen Zmorka        |
| 2015 | Marlen Zmorka         | Volodymyr Dzhus      | Mark Padun           |
| 2016 | Mark Padun            | Kostyantyn Rybaruk   | Illya Klepikov       |
| 2017 | Tymur Maleev          | Victor Shevtsov      | Vladyslav Soltasiuk  |
| 2018 | Victor Shevtsov       | Timur Maleev         | Vitali Novakovski    |
| 2019 | Vladyslav Soltasiuk   | Vladislav Zubar      | Kirilo Tsarenko      |
| 2020 | Kirilo Tsarenko       | Maksim Bilyi         | Oleksandr Shevchenko |
| 2021 | Kirilo Tsarenko       | Mykyta Yakovlev      | Daniil Nikulin       |
| 2023 | Dmytro Polupan        | Valentyn Kabashnyi   | Tymofii Predko       |

## Palmarès femení
| Any  | Primera               | Segona                 | Tercera                   |
| 1995 | Elena Tchalykh        | Tamara Poliakova       | Natalja Kistchuk          |
| 1996 | Tamara Poliakova      | Valentina Karpenko     | Ljudmyla Bavykina         |
| 1997 | Valentina Karpenko    | Olena Budovitska       | Tamara Poliakova          |
| 1998 | Tamara Poliakova      | Valentina Karpenko     | Yulia Murenkaia           |
| 1999 | Yulia Murenkaia       | Valentina Karpenko     | Olena Budovitska          |
| 2000 | Valentina Karpenko    | Natalja Kachalka       | Tamara Poliakova          |
| 2001 | Tatiana Andriutchenko | Tatiana Stiajkina      | Iryna Chuzhynova-Denisiuk |
| 2002 | Tatiana Stiajkina     | Tatiana Andriutchenko  | Natalja Kachalka          |
| 2005 | Iryna Shpylyova       | Kateryna Krasova       |                           |
| 2006 | Iryna Shpylyova       | Tatiana Stiajkina      | Kateryna Krasova          |
| 2007 | Lesya Kalitovska      | Svitlana Haliuk        | Yelizaveta Bochkaryova    |
| 2008 | Tatiana Stiajkina     | Lesya Kalitovska       | Yevgenia Vysotska         |
| 2009 | Yevgenia Vysotska     | Iryna Shpylyova        | Olena Sharga              |
| 2010 | Hanna Solovey         | Svitlana Haliuk        | Yevgenia Vysotska         |
| 2011 | Svitlana Haliuk       | Yelizaveta Bochkaryova | Olena Pavlukhina          |
| 2012 | Anna Nahirna          | Olena Pavlukhina       | Yevgenia Vysotska         |
| 2013 | Valeriya Kononenko    | Ivanna Borovichenko    | Olena Sharga              |
| 2014 | Tetyana Riabchenko    | Valeriya Kononenko     | Inna Metalnykova          |
| 2015 | Hanna Solovey         | Tetyana Riabchenko     | Olena Sharga              |
| 2016 | Yevgenia Vysotska     | Hanna Solovey          | Tetyana Riabchenko        |
| 2017 | Yevgenia Vysotska     | Hanna Solovey          | Tetyana Riabchenko        |
| 2018 | Valeriya Kononenko    | Olena Sharga           | Olga Shekel               |
| 2019 | Valeriya Kononenko    | Tetyana Riabchenko     | Olga Shekel               |
| 2020 | Olga Shekel           | Valeriya Kononenko     | Yevheniya Vysotska        |
| 2021 | Valeriya Kononenko    | Hanna Solovey          | Olga Shekel               |
| 2023 | Valeriya Kononenko    | Yuliia Biriukova       | Olha Kulynych             |
| 2024 | Yuliia Biriukova      | Valeriya Kononenko     | Tetiana Yashchenko        |
| 2025 | Yuliia Biriukova      | Olha Kulynych          |                           |